# Charonville
Charonville is een gemeente in het Franse departement Eure-et-Loir (regio Centre-Val de Loire) en telt 237 inwoners (2005). De plaats maakt deel uit van het arrondissement Chartres.

## Geografie
De oppervlakte van Charonville bedraagt 9,8 km², de bevolkingsdichtheid is 24,2 inwoners per km².

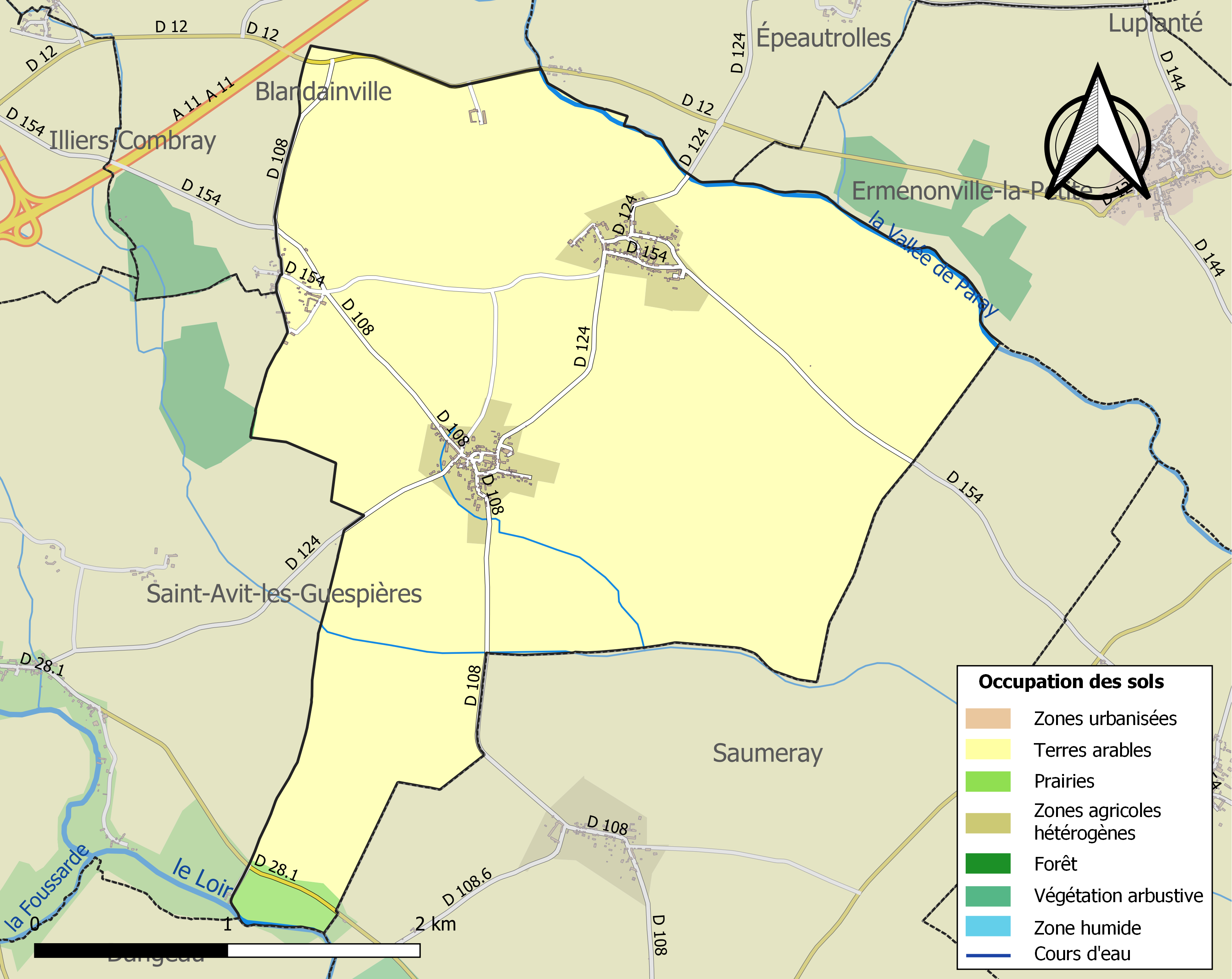
Kaart van de gemeente met de belangrijkste infrastructuur, bodemgebruik en omliggende gemeenten

## Demografie
Onderstaande figuur toont het verloop van het inwonertal (bron: INSEE-tellingen).